# Tuffi ai XVIII Giochi asiatici - Trampolino 3 metri sincro maschile
La competizione dei tuffi dal trampolino 3 metri sincro maschile dei XVIII Giochi asiatici si è disputata il 28 agosto 2018 presso il Gelora Bung Karno Aquatic Stadium, a Gelora, Giacarta Centrale, in Indonesia.  La gara si è svolta in un turno nel quale gli atleti hanno eseguito una serie di sei tuffi.

## Programma
| Data           | Ora (UTC+7) | Turno  |
| -------------- | ----------- | ------ |
| 28 agosto 2018 | 20:15       | Finale |

## Risultati
| Class   | Nazione       | Atleti                                     | Tuffi | Tuffi | Tuffi | Tuffi | Tuffi | Tuffi  | Totale |
| Class   | Nazione       | Atleti                                     | 1     | 2     | 3     | 4     | 5     | 6      | Totale |
| ------- | ------------- | ------------------------------------------ | ----- | ----- | ----- | ----- | ----- | ------ | ------ |
| Oro     | Cina          | Cao Yuan Xie Siyi                          | 54.60 | 54.00 | 88.74 | 86.70 | 92.88 | 102.60 | 479.52 |
| Argento | Corea del Sud | Kim Yeong-nam Woo Ha-ram                   | 49.80 | 49.20 | 74.46 | 81.60 | 75.60 | 82.08  | 412.74 |
| Bronzo  | Giappone      | Shō Sakai Ken Terauchi                     | 51.00 | 50.40 | 74.70 | 74.70 | 80.58 | 77.19  | 408.57 |
| 4       | Malaysia      | Chew Yiwei Ooi Tze Liang                   | 50.40 | 50.40 | 73.47 | 79.20 | 61.20 | 81.60  | 396.27 |
| 5       | Singapore     | Mark Lee Timothy Lee                       | 48.60 | 45.00 | 63.00 | 66.60 | 67.89 | 65.28  | 356.37 |
| 6       | India         | Ramananda Sharma Siddharth Pardeshi        | 45.60 | 44.40 | 53.94 | 59.40 | 57.60 | 61.20  | 322.14 |
| 7       | Indonesia     | Tri Anggoro Priambodo Adityo Restu Putra   | 47.40 | 41.40 | 59.40 | 50.22 | 64.26 | 55.80  | 318.48 |
| 8       | Thailandia    | Chawanwat Juntaphadawon Theerapat Siriboon | 37.80 | 37.80 | 60.30 | 58.59 | 39.60 | 41.40  | 275.49 |
| 9       | Macao         | Lei Wai Shing Tang Hio Fong                | 40.80 | 35.40 | 49.68 | 54.27 | 46.80 | 47.25  | 274.20 |